# EEPCO
EEPCO (Ethiopian Electric Power Corporation Football Club) is een Ethiopische voetbalclub uit de hoofdstad Addis Abeba. De club wordt ook wel Mebrat Hail genoemd (zoals het stadion).

## Erelijst
- Landskampioen
  - 1993, 1998, 2001
- Beker van Ethiopië
  - Winnaar: 2001
  - Finalist: 2002, 2003